# CdZ-Gebiet Lothringen
Ne doit pas être confondu avec Bezirk Lothringen
7 août 1940 – 1945
(5 ans)
Entités précédentes :
- France
(Moselle)

Entités suivantes :
- France
(Moselle)

Le CdZ-Gebiet Lothringen (en français : Territoire du chef de l’administration civile en Lorraine) est une subdivision territoriale du Troisième Reich établie à la suite de l’annexion de la Moselle par le Reich allemand en 1940 et correspondant au département français de la Moselle.
Le territoire est notamment placé sous l’autorité du Gauleiter Josef Bürckel au sein du Gau Westmark. Il disparaît avec la libération de Metz en 1944.

## Contexte historique
L'Allemagne adopte une politique expansionniste dès l’arrivée d’Adolf Hitler au pouvoir. L’Europe assiste alors, sans réagir, à un inquiétant réarmement de l'Allemagne sous le Troisième Reich. La Luftwaffe est, à cette époque, officiellement rétablie le 26 février 1935. La politique expansionniste se poursuit activement au début de la Seconde Guerre mondiale, avec la campagne de Pologne. Après de la bataille de France, en juin 1940, deux CdZ-Gebiete sont créés à la marge du Reich : le CdZ-Gebiet Lothringen et le CdZ-Gebiet Luxembourg (de). Ces territoires relevent alors d'un haut fonctionnaire nazi, faisant fonction de chef de l'administration civile, ou Chef der Zivilverwaltung (siglé CdZ en allemand). L’administration mise en place en 1940 doit préparer l’intégration de ces nouveaux territoires à l'Allemagne.
Durant la Seconde Guerre mondiale, cinq CdZ-Gebiet seront créés à la marge du IIIe Reich, entre 1940 et 1945:
1. le CdZ-Gebiet Lothringen, placé sous l'autorité de Josef Bürckel, Reichskommissar et Gauleiter du Gau Saarpfalz, futur Gau Westmark, siégeant à Sarrebruck ;
2. le CdZ-Gebiet Elsass, placé sous l'autorité de Robert Wagner, Reichsstatthalter et Gauleiter du Gau Baden, siégeant à Karlsruhe ;
3. le CdZ-Gebiet Luxemburg, placé sous l'autorité de Gustav Simon, Gauleiter du Gau Koblenz-Trier, futur Gau Moselland, siégeant à Koblenz ;
4. le CdZ-Gebiet Kärnten und Krain, placé sous l'autorité de Friedrich Rainer, Reichsstatthalter et Gauleiter du Gau Kärnten, siégeant à Klagenfurt ;
5. le CdZ-Gebiet Untersteiermark, placé sous l'autorité de Siegfried Uiberreither, Reichsstatthalter et Gauleiter du Gau Steiermark, siégeant à Graz.

## Organisation territoriale
Le CdZ-Gebiet Lothringen a existé administrativement de 1940 à 1945. Ce terme désigne le territoire français de la Moselle, annexé de facto le 2 août 1940 par l'Allemagne nazie. Comme dans les autres CdZ-Gebiet, l'administration civile mise en place en Moselle devait préparer l'intégration totale de ce territoire dans le Reich allemand. Le siège de l'administration du territoire était à Sarrebruck. Le territoire était découpé avec les arrondissements suivants:
- Arrondissement de Boulay avec pour siège Boulay (2 août 1940 - 1er décembre 1940),
- Arrondissement de Château-Salins avec pour siège Château-Salins, (2 août 1940 - 17 novembre 1944),
- Arrondissement de Forbach avec pour siège Forbach (2 août 1940 - 1er décembre 1940),
- Arrondissement de Metz-Campagne avec pour siège Metz (2 août 1940 - 23 novembre 1944),
- Arrondissement de Metz-Ville avec pour siège Metz (2 août 1940 - 23 novembre 1944)
- Arrondissement de Sarrebourg avec pour siège Sarrebourg (2 août 1940 - 20 novembre 1944)
- Arrondissement de Sarreguemines avec pour siège Sarreguemines (2 août 1940 - décembre 1944)
- Arrondissement de Saint-Avold avec pour siège Saint-Avold (1er décembre 1940 - 27 novembre 1944)
- Arrondissement de Thionville-Est avec pour siège Thionville (2 août 1940 - novembre 1944)
- Arrondissement de Thionville-Ouest avec pour siège Thionville (2 août 1940 - novembre 1944).

## Démographie
En raison des évacuations de 1939 et des expulsions de 1940-1941, ce territoire perd 30 % de sa population totale.

## Expulsions et transferts
L’évacuation de la population frontalière au début de la guerre a immédiatement donné aux nazis la possibilité de se débarrasser des parties indésirables de la vieille population française. Les expulsions violentes, qui suivirent avaient déjà touché environ 60 000 personnes à la fin de 1940. Une des manifestations les plus célèbres des habitants fut une procession patriotique à l’occasion de la fête de l’Assomption le 15 août 1940. Mgr Willibrord Benzler, dernier évêque allemand de Metz, avait promis d’ériger un monument pour remercier Dieu que la ville eût été préservée pendant la Première Guerre mondiale. Devant la colonne mariale de Metz, consacrée en 1924 à la suite de cette promesse sur la place Saint-Jacques de Metz, des centaines de Messins déposèrent silencieusement des bouquets de fleurs noués avec des rubans aux couleurs tricolores. Le chef de la Schutzpolizei sauta sur l’occasion pour bannir immédiatement de la région de nombreux habitants de sentiments français ainsi que l’évêque de Metz Joseph-Jean Heintz. Les Juifs qui restaient encore dans le CdZ-Gebiet furent victimes de l’action Wagner-Bürckel d’octobre 1940.
L’ordonnance du 7 décembre 1940 sur la réorganisation de la zone à coloniser en Moselle annexée, permit de confisquer les propriétés des personnes expulsées en tant que « propriétés ennemies ». Aux Mosellans francophones d’origine paysanne on laissait le choix de chercher à se réinstaller en France ou dans le nouveau Reichsgau Wartheland, c’est-à-dire en Pologne. Dans le même temps, des agriculteurs sarrois sans terre devaient avoir la possibilité de s’installer en Moselle annexée, une région voisine non seulement dans l’espace mais encore par la culture et la langue jusqu'à la frontière linguistique, et ainsi éviter d’être réinstallés dans l’Est. En octobre 1943, environ 80 000 Mosellans, soit 15 % de la population d’avant-guerre, avaient été touchés par la réinstallation. 387 villages avaient été évacués. Cette campagne de réinstallation devait « servir principalement à former et à loger la paysannerie allemande ». Dans ce but, un office culturel (autorité pour la relocalisation et l’installation) fut créé — mais d’abord à Metz seulement — le 7 janvier 1941.
Par arrêté du 10 juillet 1942, la colonisation des terres frontalières lorraines fut transférée à la Bauernsiedlung Westmark GmbH à Sarrebruck.
Les résultats des mouvements de population obtenus à partir des données des allocations alimentaires et publiés par l’Office fédéral de la statistique en 1953 permettent d’évaluer approximativement les déplacements de population à travers les expulsions, les réinstallations et les confiscations au profit de la Wehrmacht. Selon les statistiques groupées, la population du département de la Moselle en 1936 était de 696 246 habitants. En revanche, à la fin du mois d’août et au début de septembre 1944, la population civile du CdZ-Gebiet Lothringen, à l’exclusion du Verwaltungsbezirk Forbach qui avait été cédé à la ville de Sarrebruck en 1943, ne comptait que 537 981 personnes (dont 42 180 ravitaillés par les services communautaires). Dans l'arrondissement de Metz-Ville, 81 059 civils étaient encore pris en charge (en 1936 : 117 551 habitants), dans l'arrondissement de Metz-Campagne 83 374 (en 1936 : 100 609 habitants), dans l'arrondissement de Thionville 131 033 (en 1936 : 148 054 habitants), dans l'arrondissement de Sarrebourg 53.263 (en 1936 : 59 277 habitants), dans l'arrondissement de Sarreguemines 70 526 (en 1936 : 92 527 habitants), dans l'arrondissement de Château-Salins 25 297 (en 1936 : 33 296 habitants), dans l'arrondissement de Saint-Avold 93 429 (en 1936 : 144 932 habitants).

## Sources
1. ↑  La répression en France, 1940-1945 : actes du colloque international 8, 9 et 10 décembre 2005, Centre de Recherche d'Histoire Quantitative, 2007.
2. ↑  Christian Fauvel, Metz 1940-1950 : De la tourmente au renouveau, Metz, 2017, p. 34
3. ↑  Isabel Heinemann, Wissenschaft, Planung, Vertreibung: Neuordnungskonzepte und Umsiedlungspolitik im 20. Jahrhundert, Stuttgart, 2006, p. 87
4. ↑  Statistisches Bundesamt (Hrsg.), Statistische Berichte, Arb.-Nr. VIII/19/1, Die Zivilbevölkerung des Deutschen Reiches 1940–1945. Ergebnisse der Verbrauchergruppen-Statistik, Wiesbaden, 1953, p. 39 et 43

- (de) Territoriale Veränderungen in Deutschland und deutsch verwalteten Gebieten 1874 - 1945 sur le site territorial.de